# Tunis Sports City
Tunis Sports City est une cité sportive, composée d'une zone urbaine destinée à accueillir 30 à 50 000 habitants et d'infrastructures sportives, en cours de construction près de Tunis en Tunisie.
Le chantier est confié à la société Sports Cities International, filiale du groupe Boukhatir basé à Charjah (Émirats arabes unis), pour un coût total de 4,9 milliards de dollars.

## Histoire
Le site, situé en bordure nord du lac de Tunis, au nord-est de la capitale, est un espace inoccupé, partiellement boisé. La zone constitue donc un pôle majeur de développement urbain pour l'agglomération et voit l'arrivée d'un nombre croissant de compagnies multinationales. Elle est bordée par plusieurs axes routiers, notamment la voie rapide reliant Tunis au Kram.
Le projet est présenté par Abderrahmen Boukhatir, président du groupe du même nom, au président de la République Zine el-Abidine Ben Ali le 19 septembre 2006. Le coup d'envoi du chantier a lieu le 2 novembre 2007 mais les travaux sont un temps arrêtés par la révolution de 2011.

## Volet urbain
La première partie du projet, le complexe résidentiel Cedar couvrant treize hectares, est complétée en juin 2012 à hauteur de 15 %, pour un achèvement prévu en 2017. Il s'agit d'une zone résidentielle comptant dix grands immeubles d'habitation, 49 villas et deux villas résidentielles.

## Volet sportif
Tunis Sports City, qui couvrira 256 hectares lors de son achèvement en 2025, doit compter 36 hectares consacrés aux activités sportives, notamment neuf académies spécialisées dans divers sports, dont le football, l'athlétisme, le volley-ball, le basket-ball, le handball, la natation, le tennis et le golf, un stade de football de 10 000 places, une piscine olympique et une salle omnisports de 5 000 places,. Un terrain de golf, certifié par la PGA et dessiné par Peter Harradine,, doit compléter l'ensemble ; sa taille est ramenée de 18 trous à l'origine à neuf trous.
Des partenariats sont conclus avec l'Olympique de Marseille et l'American Swimming Coaches Association (en) pour jouer un rôle dans la gestion des académies.